# Chelsea (brytyjski zespół muzyczny)
Chelsea – brytyjski zespół punkrockowy, który zasłynął krótkimi (przeważnie ok. 3 minutowymi), energicznymi utworami w zajadły sposób przedstawiającymi obraz bytu społeczeństwa brytyjskiego pod rządami Margaret Thatcher (m.in. bezrobocie). Od samego początku grupa miała ciągłe problemy z utrzymaniem stabilnego składu – jedynym stałym jej członkiem jest wokalista Gene October.

## Historia
Początek zespołu to sierpień 1976, kiedy October zamieścił ogłoszenie w Melody Maker poszukując muzyków do współpracy. Na jego propozycję odpowiedzieli: gitarzysta William Broad (znany później jako Billy Idol), basista Tony James (z London SS) oraz perkusista John Towe (również z London SS). 18 października grupa już pod nazwą Chelsea zadebiutowała u boku Throbbing Gristle w londyńskim ICA (Institute of Contemporary Arts). W listopadzie skład rozpadł się – Broad, James i Towe utworzyli Generation X. Na ich miejsce przyszli: Marty Stacey (gitara), Bob Jessie (gitara basowa) i Carey Fortune (perkusja).
W pierwszej połowie 1977 po odejściu Jessiego i Staceya do Octobera i Fortune'a dołączyli: gitarzysta James Stevenson i basista Henry Daze (Henry Badowski). W tym składzie muzycy nagrali pierwszy singel "Right to Work", który ukazał się w czerwcu. Po nagraniu i wydaniu drugiego singla "High Rise Living" (październik), skład uległ kolejnej zmianie – odeszli Daze i Fortune, których zastąpili: Dave Martin (gitara), Geoff Myles (gitara basowa) i Steve J. Jones (perkusja). W przerwach między koncertami muzycy nagrali trzeci singel "Urban Kids" (w międzyczasie na miejsce Jonesa przyszedł Chris Bashford), który został wypuszczony w sierpniu 1978. 26 czerwca 1979 ukazał się debiutancki album Chelsea, a muzycy razem z The Clash i The Police zagrali szereg koncertów w Wielkiej Brytanii oraz na wschodnim wybrzeżu Stanów Zjednoczonych. Z racji tego, że debiutancka płyta nie zawierała nagrań z singli wytwórnia zadecydowała o wydaniu ich (1980) na drugim albumie Alternative Hits (w Stanach Zjednoczonych pod tytułem No Escape, ponieważ okładka stworzona przez Chrisa Bashforda została uznana za niecenzuralną), który zawierał również kilka nowych piosenek (single: "No-One's Coming Outside" oraz "No Escape").
Po koncercie w londyńskiej Notre Dame Hall (2 maja 1980) skład zespołu uległ po raz kolejny rozpadowi. James Stevenson dołączył do Generation X, natomiast Martin i Myles utworzyli grupę The Smart. October i Bashford odbudowali Chelsea przyjmując do niej Barry'ego Smitha, Steve'a Ace'a oraz Mike'a Howella. W tym wydaniu grupa została uwieczniona w filmie Urgh! A Music War (reż. Derek Burbidge). W grudniu 1980 wszyscy muzycy odeszli z zespołu.
W styczniu 1981 October nawiązał współpracę z perkusistą Solem Mintzem, basistą Timem Giffinem oraz gitarzystami: Stephenem Courfieldem i Nicem Austinem (Austin stał się współautorem wielu utworów zespołu). Jej efektem stał się nowy singel "Rockin' Horse" wydany w maju. Po wydaniu singla grupę opuścił Courfield, a zespół stał się kwartetem. Podczas koncertu w londyńskim Fulham Greyhound na gitarze basowej zagrał gościnnie Sting, zastępując na ten jeden występ Tima Griffina, który odszedł dzień wcześniej. We wrześniu na miejsce Griffina dołączył Paul "Linc" Lincoln. W 1982 muzycy wzięli udział w trasie "So What Tour" razem z Anti-Nowhere League, a także nagrali trzeci album Evacuate (z perkusistą Malcolmem Aslingiem) ciepło przyjęty przez krytyków muzycznych.
W latach 1984-1989 przez grupę przewinęli się muzycy tj. Jon Thurlow (gitara), Young Willy (gitara), Peter Dimmock (gitara basowa), Geof Colvill (perkusja), Phoenix (gitara), Tim Briffa (gitara), Jonnie Dee (gitara), Paul Lincoln (gitara basowa), Jamie Abethell (perkusja) czy Steve Tannett (gitara) z którymi October nagrał trzy płyty studyjne: Original Sinners (1985), Rocks Off (1986) i Underwraps (1989; z gościnnym udziałem Toppera Headona z The Clash).
W 1992 do zespołu powrócił Nic Austin. Oprócz niego i Octobera grupę tworzyli basista Mat Sargent i perkusista Stuart Soulsby. W kwietniu 1993 ukazał się kolejny album The Alternative. Zanim Chelsea rozpoczęła trasę koncertową po Wielkiej Brytanii i Europie przyjęto drugiego gitarzystę Roba Millera. Jako kwintet zespół zarejestrował materiał na kolejną płytę Traitors Gate, który ukazał się w sierpniu 1994. W międzyczasie Sargent zaczął udzielać się jako basista w grupach: Sham 69 i Splodgenessabounds. W październiku 1999 Chelsea w swoim klasycznym składzie: October, Stevenson, Martin, Myles i Bashford zagrała trasę po Stanach Zjednoczonych zatytułowaną "Social Chaos Tour". W latach 2000-2001 grupa (bez Martina) zagrała na "Punk Aid" w "The Garage" (Londyn, wrzesień 2000), na festiwalu "Holidays in the Sun" (2001), i w 100 Club (Londyn, wrzesień 2001). Na czas koncertów w Niemczech, Francji oraz Czechach do zespołu dołączył basista Buzzcocks Tony Barber. 6 grudnia 2005 ukazał się album Faster, Cheaper and Better Looking z premierowym materiałem.
Obecnie zespół występuje w składzie: Gene October, Nic Austin, James Stevenson, Mat Sargent oraz perkusista Lee Morrell.

## Muzycy
Aktualny skład zespołu
- Gene October – śpiew
- Nic Austin – gitara
- James Stevenson – gitara
- Mat Sargent – gitara basowa
- Lee Morrell – perkusja

Byli członkowie zespołu
- William Broad (Billy Idol) – gitara
- Tony James – gitara basowa
- John Towe – perkusja
- Marty Stacey – gitara
- Bob Jessie – gitara basowa
- Henry Daze (Henry Badowski) – gitara basowa
- Carey Fortune – perkusja
- Dave Martin – gitara
- Geoff Myles (Jeffery Piccinini) – gitara basowa
- Steve J. Jones – perkusja
- Chris Bashford – perkusja
- Sol Mintz – perkusja
- Tim Giffin – gitara basowa
- Stephen Courfield – gitara
- Paul "Linc" Lincoln – gitara basowa
- Malcolm Asling – perkusja
- Jon Thurlow – gitara
- Willy Grip – gitara
- Henry Padovani – gitara
- Peter Dimmock – gitara basowa
- Geof Colvill – perkusja
- Phoenix – gitara
- Tim Briffa – gitara
- Jonnie Dee – gitara
- Jamie Abethell – perkusja
- Steve Tannett – gitara
- Stuart Soulsby – perkusja

## Dyskografia

### Albumy studyjne
- Chelsea (1979)
- Alternative Hits (1980) – w Stanach Zjednoczonych wydany jako No Escape
- Evacuate (1982)
- Original Sinners (1985)
- Rocks Off (1986)
- Underwraps (1989)
- The Alternative (1993)
- Traitors Gate (1994)
- Faster, Cheaper and Better Looking (2005)

### Albumy koncertowe
- Live and Well (1984)
- Live at the Music Machine 1978 (2005)

### Albumy kompilacyjne
- Just for the Record (1983)
- The BBC Punk Sessions (1996)
- Fools and Soldiers (1997)
- The Punk Singles Collection 1977-82 (1998)
- Urban Kids - A Punk Rock Anthology (2004)

### Single
- "Right to Work" / "The Loner" (1977)
- "High Rise Living" / "No Admission" (1977)
- "Urban Kids" / "No Flowers" (1978)
- "No-One's Coming Outside" / "What Would You Do?" (1980)
- "Look at the Outside" / "Don't Get Me Wrong" (1978)
- "No Escape" / "Decide" (1980)
- "Rockin' Horse" / "Years Away" (1981)
- "Freemans" / "ID Parade" / "How Do You Know?" (1981)
- "Evacuate" / "New Era" (1981)
- "War Across the Nation" / "High Rise Living (Remix)" (1982)
- "Stand Out" / "Last Drink" (1982)
- "Valium Mother" / "Monica, Monica" (1985)
- "Shine The Light" / "Believe Me" (1986)
- "Give Me More" / "Sympathy For The Devil" (1988)
- "We Dare" / "What’s Wrong With You (Live)" / "Right To Work (Live)" (1995)
- "Sod the War" / "Mr. Ferry's Son" / "Home" (2007)